# Punghina
Punghina là một xã thuộc hạt Mehedinți, România. Dân số thời điểm năm 2002 là 3405 người.